# Винтерфельдт, Ганс Карл фон

Генерал Винтерфельдт

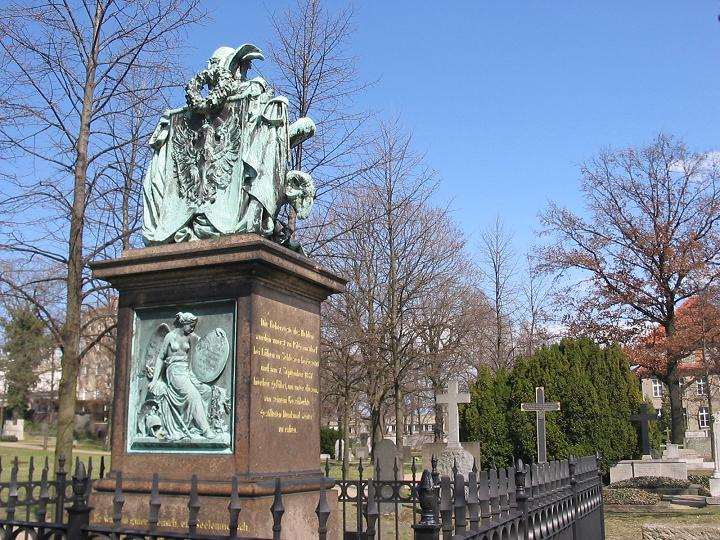
Могила Винтерфельдта на Инвалиденфридхоф в Берлине

Ганс Карл фон Винтерфельдт (нем. Hans Karl von Winterfeldt; 4 апреля 1707, Фанзелов, Померания — 8 сентября 1757, Гёрлиц, Саксония) — прусский генерал, ближайший советник и друг Фридриха II. Смертельно ранен в 1757 году в сражении при Мойсе (Семилетняя война).

## Биография
Поступил в 1723 году на прусскую военную службу в полк своего дяди, в 1734 году находился в свите Фридриха, бывшего в то время ещё кронпринцем, в Рейнском походе. С этого похода началась история дружбы, продлившейся до смерти генерала. При любой возможности Фридрих отличал Винтерфельдта, давал ему ответственные, в том числе, не только по военной части, поручения, повышал в званиях.
В 1740 году был направлен с дипломатической миссией в Санкт-Петербург, вернулся с началом Войны за австрийское наследство в 1741 году, участвовал в штурме Глогау, в битве при Мольвице, был произведён в полковники, воевал при Хотузице, Хохенфридберге, Ландесхуте и Хеннерсдорфе. После войны находится неотлучно при Фридрихе в качестве его генерал-адъютанта. Был послан в Лондон для переговоров, закончившихся подписанием Вестминстерской конвенции.
В 1756 году награждён Орденом Чёрного Орла, произведён в генерал-лейтенанты и назначен комендантом крепости Кольберг и губернатором Кольберга.
С началом Семилетней войны на фронте, в битве при Праге 6 мая 1757 года командует пехотой левого крыла пруссаков, смертельно ранен в сражении при Мойсе, умирает на следующий день от полученной раны в Гёрлице.

## Особые заслуги
Исполнял при Фридрихе обязанности, пользуясь современной терминологией, начальника Генерального штаба (в то время генштабов ещё не было), организовал военную разведку прусской армии, способности Винтерфельдта как полевого командира не оспаривались и его врагами.

## Спорный герой
Фридрих пережил потерю Винтерфельдта тяжело, уже спустя много времени, под конец своей жизни, когда в его присутствии зашёл разговор о сражении при Мойсе, он, по рассказу мемуариста, произнёс прерывающимся голосом: «Там остался Винтерфельдт. Он был хорошим, душевным человеком, он был моим другом». Затем, отойдя к окну, чтобы скрыть выступившие слёзы, распахнул его и долго стоял перед ним, затем, не в силах справиться с новым приступом слёз, добавил: «Спи спокойно. Я остаюсь твоим слугой».
Эта и подобные истории пришлись как нельзя кстати для творцов культа Фридриха, расцветшего в довоенной Германии. Винтерфельдт органически стал его составной частью, ещё при жизни Фридриха ему был поставлен памятник в Берлине, памятники ставились ему и позднее, его именем названы до сих пор площадь и улица немецкой столицы. Гробу с телом генерала пришлось попутешествовать, пока он не был окончательно опущен в землю на кладбище Инвалидов в Берлине, на памятнике высечены слова Фридриха: «Он был хорошим, душевным человеком, он был моим другом».
Между тем, если верить преданию, Фридрих был едва ли не единственным, кто оплакивал смерть Винтерфельдта. Его собственный брат, Август Вильгельм, умирая в 1758 году, заявил: «…я заканчиваю свою жизнь, последний отрезок которой причинил мне столько мук, Винтерфельдт был тем, кто мне её сократил…». Второй брат, Генрих Прусский, узнав о смерти Винтерфельдта, назвал её «справедливым приговором Божьим». Поставив позднее памятник Августу Вильгельму, он перечислил в надписи на нём всех более или менее видных прусских военачальников в трёх Силезских войнах, исключив лишь два имени — Фридриха Великого и Винтерфельдта. Среди врагов Винтерфельдта называют Цитена, герцога Бевернского, не пришедшего ему на помощь при Мойсе и даже будто бы удовлетворённого тем, что австрийцы хорошенько всыпали королевскому любимчику, и многих других. Враги Винтерфельдта принимали «душевного человека» за интригана, любителя совать нос в чужие дела и кляузника.